# پاریاکرو
پاریاکرو (به اسپانیایی: Pariauccro) یک کوه در پرو است که در Peru, Lima Region, Cajatambo Province واقع شده‌است. پاریاکرو ۵٬۵۷۲ متر بالاتر از سطح دریا واقع شده‌است.